# Železniční stanice Bat Jam Komemijut
Železniční stanice Bat Jam Komemijut (hebrejsky תחנת הרכבת בת ים - קוממיות, Tachanat ha-rakevet Bat Jam Komemijut) je železniční stanice na železniční trati Tel Aviv – Bnej Darom v Izraeli.
Byla otevřena 25. září 2011 jako jedna z pěti stanic na nové železniční trati vybíhající do jihozápadní části aglomerace Tel Avivu. Leží ve středovém pásu dálnice číslo 20, na pomezí jižních okrajů měst Bat Jam a Cholon, poblíž křižovatky Komemijut. Jihozápadně odtud leží hřbitov ha-Darom, dál k jihu začíná město Rišon le-Cijon.
Je obsluhována autobusovými linkami společnosti Egged a Dan Bus Company. Jsou tu k dispozici parkovací místa, prodejní stánky, nápojové automaty a veřejný telefon.